# Agatha Christie's Poirot
Agatha Christie's Poirot  este un serial britanic de televiziune care a fost difuzat de ITV începând din 1989. Rolul principal este interpretat de David Suchet, acesta reprezentându-l pe detectivul ficțional Hercule Poirot, creat de Agatha Christie. Serialul a fost produs inițial de LWT și este produs, în prezent, de "ITV Studios". În Statele Unite ale Americii, a fost difuzat sub titlul Poirot.

## Distribuție
Distribuție obișnuită:
- David Suchet (1989–2013) – Hercule Poirot, detectiv belgian
- Hugh Fraser (1989–2002, 2013) – căpitanul militar britanic Arthur Hastings, posesor al Ordinului Imperiului britanic
- Philip Jackson (1989–2002, 2013) – James Japp, inspectorul-șef al poliției britanice
- Pauline Moran (1989–1991, 1993-2002, 2013) – domnișoara Felicity Lemon, secretara lui Poirot
- John Cording (1989–1990) – Jameson, inspectorul-șef al poliției britanice
- Kika Mrkham (1990-1991) și Orla Brady (2013) – contesa Vera Rossakoff
- Steve Delaney (1995-1996) și Dale Rapley (2006) – Coombes, sergentul poliției britanice
- Zoë Wanamaker (2006–2013) – Ariadne Oliver, autoare de romane polițiste
- David Yelland (2006–2013) – George, servitorul lui Poirot
- Richard Hope (2006-2009) – Harold Spence, inspector al poliției britanice

## Episoade
| Sezon și ani           | Titlul |
| ---------------------- | --- |
| Sezonul 1 (1989)       | The adventure of the Clapham cook Murder in the mews The adventure of Johnnie Waverly Four and twenty blackbirds The third floor flat Triangle at Rhodes Problem at sea The incredible theft The king of clubs The dream                                                                            |
| Sezonul 2 (1990)       | Peril at End House The veiled lady The lost mine The Cornish mystery The disappearance of Mr. Davenhiem Double sin The adventure of the cheap flat The kidnapped prime minister The adventure of the Western Star                                                                                   |
| Sezonul 3 (1990-1991)  | The mysterious affair at Styles How does your garden grow ? The million dollar bond robbery The Plymouth Express Wasps' nest The tragedy at Marsdon Manor The double clue The mystery of the Spanish chest The theft of the royal ruby The affair at the Victory Ball The mystery of Hunter's Lodge |
| Sezonul 4 (1992)       | The ABC murders Death in the clouds One, two, buckle my shoe |
| Sezonul 5 (1993)       | The adventure of the Egyptian tomb The underdog The yellow iris The case of the missing will The adventure of the Italian nobleman The chocolate box Dead man's mirror The jewel robbery at the Grand Metropolitan                                                                                  |
| Sezonul 6 (1995-1996)  | Hercule Poirot's Christmas Hickory dickory dock Murder on the Links Dumb witness |
| Sezonul 7 (2000)       | The murder of Roger Ackroyd Lord Edgware dies |
| Sezonul 8 (2001-2002)  | Evil under the Sun Murder in Mesopotamia |
| Sezonul 9 (2003-2004)  | Five little pigs Sad cypress Death on the Nile The hollow |
| Sezonul 10 (2006)      | The mystery of the blue train Cards on the table After the funeral Taken at the Flood |
| Sezonul 11 (2008-2009) | Mrs. McGinty's dead Cat among the pigeons Third girl Appointment with Death |
| Sezonul 12 (2010-2011) | Three Act tragedy Hallowe'en party Murder on the Orient Express The clocks |
| Sezonul 13 (2013)      | Elephants can remember The Big Four Dead man's folly The labours of Hercules Curtain |

## Vezi și
- Adaptări după Agatha Christie